# ジョン・マラスカルコ
ジョン・マラスカルコ（John Marascalco、出生名：John S. Marascalso、1931年3月27日 - ）は、アメリカ合衆国のソングライターで、リトル・リチャードのために書いた一連の楽曲によって最もよく知られている。ミシシッピ州グレナダ生まれ。

## 経歴
1950年代のロックンロールにおいて重要ないくつかの楽曲を共作した。
ロバート・ブラックウェルと共作した楽曲に、リトル・リチャード「Good Golly Miss Molly」、「レディ・テディ 」、「リップ・イット・アップ 」などがある。また、ジョージ・モトーラと共作した「Goodnight My Love」は、ジェシー・ベルヴィンやポール・アンカによりヒットした。
他にも、ビリー・リー・ライリー「Wouldn't You Know」や、リトル・リチャード「Send Me Some Lovin'」をレオ・プライスと共作した。『Send〜』は、ザ・クリケッツが1957年のデビュー・アルバム『ザ・チャーピング・クリケッツ』で取り上げたほか、サム・クックやジョン・レノンもカバーしている。
「Rip It Up」は、ビル・ヘイリーと彼のコメッツ、エルヴィス・プレスリー、エヴァリー・ブラザース、チャック・ベリー、ジーン・ヴィンセント、ワンダ・ジャクソン、バディ・ホリー、シャドウズ、ジョニー・オキーフ、ジェリー&ザ・ペースメイカーズ、ビートルズ、スコティ・ムーア、クリフ・リチャード、ゾンビーズ、ミリオン・ダラー・カルテット、ラル・ドナー、ショーン・キャシディ、ビリー・クラッシュ・クラドック、ロス・ロボスらによって取り上げられた。
1956年のロイド・プライス「Rock 'n' Roll Dance」（スペシャルティ・レコード）の作詞も担当した。
1961年には、ジーン・ヴィンセントが「If You Want My Lovin'」をリリースした。
ハリー・ニルソンは、1964年に、ボ＝ピート (Bo-Pete) という変名で「Groovy Little Suzy」をトライ・レコードからリリースした。

## ハリー・ニルソンの楽曲
マラスカルコとスコット・ターナーは、ハリー・ニルソンのために楽曲「I Just Ain't Right」と「Building Me Up」を共作したが、これら2曲は、アルバム『Nilsson '62: The Debut Sessions』や『Early Tymes』に収録された。マラスカルコとニルソンも、「Baby Baby」、「Born in Grenada」などの楽曲を共作した。